# 월드컵대교

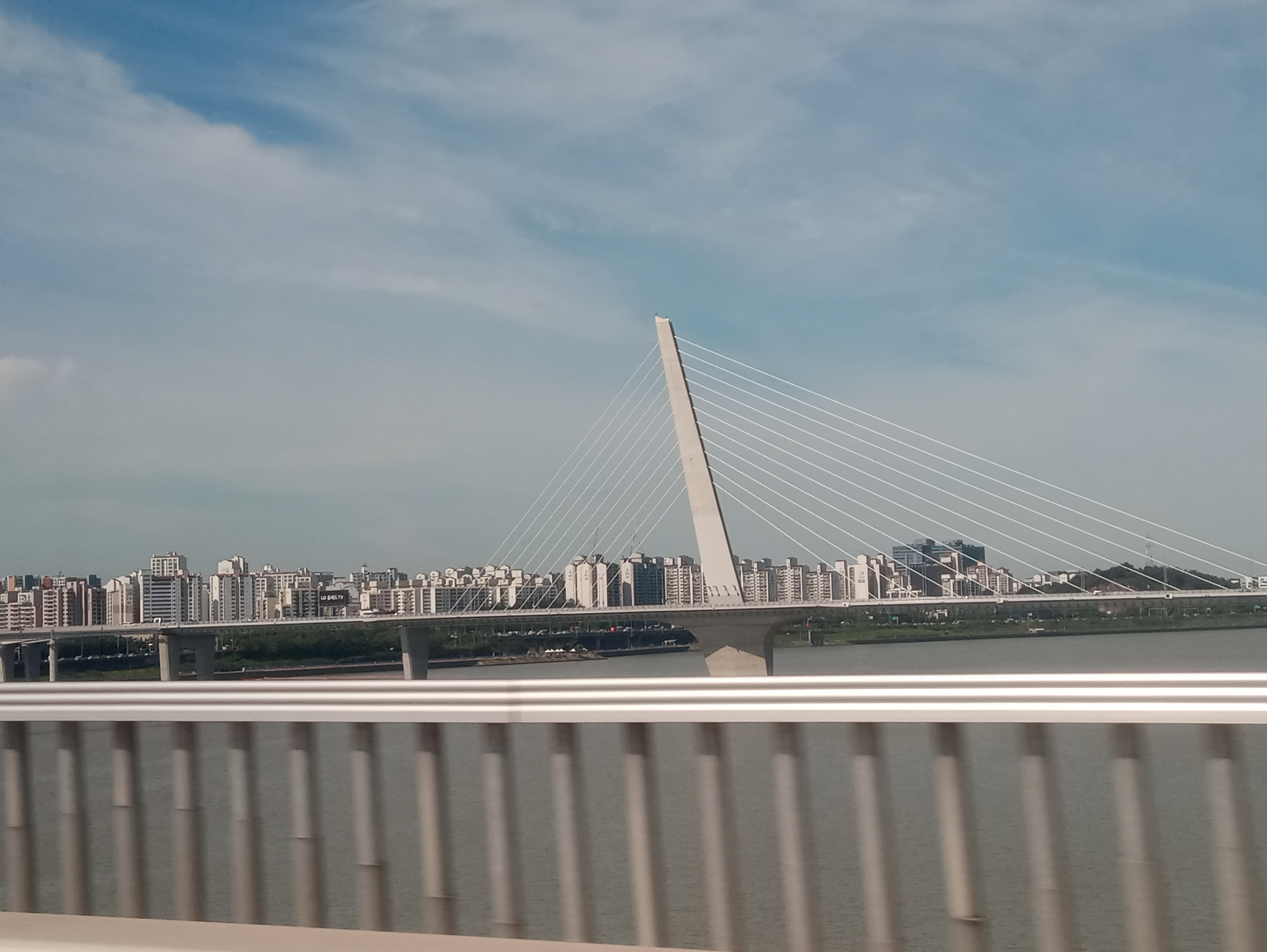
월드컵대교의 모습

월드컵대교(-大橋, World Cup Bridge)는 서울특별시 영등포구 양화동 인공폭포와 서울특별시 마포구 상암동 증산로 난지 나들목 사이를 연결하는 한강의 다리이다. 제 2성산대교라고도 불리나 정식 명칭은 월드컵대교이며, 2010년 3월 11일 착공하여 2021년 9월 1일에 부분 개통되었다. "월드컵대교"라는 이름은 2002 한일월드컵 개최를 기념하는 의미에서 이름이 붙여졌다.
한강에서 최초로 가설되는 비대칭 복합 사장교이자 강상판합성상형교로서 2001년 국제현상공모를 거쳐 디자인이 선정되었으며, 양 방향으로 폭 1.7m의 자전거 전용도로가 설치(된다고 하는데 실제로 가보면 1m 도 체 되지 않는 폭이다. 사기에 가깝다. )되어 한강시민공원의 자전거길 남북단을 연결하는 역할도 한다. 언론 보도에서는 이 교량이 상암동과 양평동을 잇는 것으로 보도하고 있으나, 실제 이 교량의 남단은 양화교 동쪽 인공폭포와 연결되며, 행정동으로는 양평2동에 속하나 법정동으로는 양화동에 속하는 지역이다.
예산 축소와 서부간선지하도로 사업 지연이라는 핑계로 다리 완공도 늦춰져 11년 공사 끝인 2021년 9월 1일 본선이 개통되었다. 2023년  12월 29일 완전 개통되었다.
2021년 7월 중순에는 BTS가 Butter 퍼포먼스를 선보였다. 이 퍼포먼스 영상은 미국 방송사 NBC의 프로그램인 '더 투나잇 쇼 스타링 지미 팰런'에 화상으로 송출하여 방송되었다.

## 개요
공사목적
- 성산대교 교통량 분산처리로 상습 병목구간 교통체증해소 및 내부순환로와 연계하는 서부지역 간선도로망체계구축

사업구간
- 영등포구 양화동 (서부간선도로) ~ 마포구 상암동 (증산로)

공사기간
- 2010년 4월 29일 ~ 2023년 12월 28일

규모
- 폭원 31.4m (왕복 6차로), 총연장 1.98km
- 주경간교 855m (비대칭복합사장교 540m + 강박스거더교 315m)
- (주경간장 225m,  주탑높이 100m, 경사 78°)
- 접속교 1,125m (남단 418m, 북단 212m, 지하차도 495m)
- 연결로 6,923m (남단 6개소 2,893m, 북단 5개소 4,030m)

시공사
- 삼성물산 (주), 삼성엔지니어링 (주), 이화공영 (주)

감리사
- (주) 포스코건설, (주) 동일기술공사

경위 및 계획
1997년 9월 ~ 1998년 12월 : 월드컵대교 건설공사 타당성조사 및 기본계획용역시행
1998년 10월 : 투자심사필
2001년 2월 : 현상공모 당선작 선정
2001년 4월 ~ 2006년 12월 : 기본 및 실시설계용역 시행
2009년 1월 : 서부간선도로 지하화 및 월드컵대교 추진계획 결정
2009년 10월 ~ 2009년 11월 : 자전거도로 보완설계
2009년 12월 : 공사발주 (조달청, 최저가)
2010년 4월 29일 : 공사 착공
2021년 9월 1일 : 본선 개통
2023년 12월 29일: 완공